# Rafał Sznajder
Rafał Jerzy Sznajder, né le 13 octobre 1972 à Będzin (Pologne), et mort le 13 avril 2014 à Plovdiv, Bulgarie, est un escrimeur polonais, qui pratiquait le sabre.

## Palmarès

### Jeux olympiques
- 2004 à Athènes
  - 14e en individuel
- 2000 à Sydney
  - 22e en individuel et 7e en équipe
- 1996 à Atlanta
  - 7e en individuel et 4e en équipe

### Championnats du monde
- 2001 à Nîmes, France
  -  Médaille de bronze en individuel
- 1999 à Séoul, Corée du Sud
  -  Médaille d'argent par équipes
- 1998 à La Chaux-de-Fonds, Suisse
  -  Médaille de bronze par équipes
- 1997 à Le Cap
  -  Médaille de bronze en individuel

### Championnats d'Europe
- 2005 à Zalaegerszeg
  -  Médaille d'argent par équipes
- 2004 à Copenhague
  -  Médaille d'argent par équipes
- 1998 à Plovdiv, Bulgarie
  -  Médaille d'or par équipes

### Championnats de Pologne
- entre 1994 et 2006, en individuel:
  - 3  Champion de Pologne de sabre
  - 2  Vice-Champion de Pologne
  - 2  Troisième place